# Agostino Mengozzi-Colonna
Agostino Mengozzi-Colonna (Venezia, 1725 ca. – Venezia, 1792) è stato un pittore italiano.

## Biografia
Figlio di Gerolamo Mengozzi-Colonna, realizzò principalmente decori di sfondo per opere d'altri artisti.
Operò nella chiesa dell'Ospedaletto, dove i suoi decori fanno da sfondo a opere di Jacopo Guarana,, a Palazzo Mocenigo, nel portego,, nella chiesa di San Geremia, dove la sua monocroma opera Due angeli in atto di sostenere il Globo fa da sfondo a sculture di Pietro Antonio Novelli e a Palazzo Balbi, realizzando qui, sempre in collaborazione col Guarana, un'opera raffigurante l'Incontro tra Virtù e Merito. Altra opera, realizzata in collaborazione col padre, sono i decori prospettici della chiesetta palatina del Palazzo Ducale di Venezia, alla quale si accede tramite la sala del Senato.